# Cosmocalyx spectabilis
Cosmocalyx spectabilis är en måreväxtart som beskrevs av Paul Carpenter Standley. Cosmocalyx spectabilis ingår i släktet Cosmocalyx och familjen måreväxter. Inga underarter finns listade i Catalogue of Life.